# The Island Years (album, John Cale)
The Island Years je kompilační dvojalbum Johna Calea. Album vydalo v roce 1996 vydavatelství Island Records. V roce 2007 vyšla reedice alba pod názvem Gold. Na albu jsou stejné skladby, pouze upravený obal. Album obsahuje nahrávky z alb Fear (1974), Slow Dazzle a Helen of Troy (obě 1975). Mimo nahrávek z těchto alb obsahuje též B-strany singlů a předtím nevydané outtaky. Autorem poznámek k albu (tzv. Liner Notes) je Ben Edmonds. Album produkoval Bill Levenson ve spolupráci Johna Calea.

## Seznam skladeb
| Disk 1 | Disk 1                              | Disk 1    | Disk 1             | Disk 1 |
| Pořadí | Název                               | Autor     | Původní album      | Délka  |
| ------ | ----------------------------------- | --------- | ------------------ | ------ |
| 1.     | Fear Is a Man's Best Friend         | John Cale | Fear (1974)        | 3:52   |
| 2.     | Buffalo Ballet                      | Cale      | Fear (1974)        | 3:28   |
| 3.     | Barracuda                           | Cale      | Fear (1974)        | 3:46   |
| 4.     | Emily                               | Cale      | Fear (1974)        | 4:21   |
| 5.     | Ship of Fools                       | Cale      | Fear (1974)        | 4:36   |
| 6.     | Gun                                 | Cale      | Fear (1974)        | 8:04   |
| 7.     | The Man Who Couldn't Afford to Orgy | Cale      | Fear (1974)        | 4:33   |
| 8.     | You Know More Than I Know           | Cale      | Fear (1974)        | 3:34   |
| 9.     | Momamma Scuba                       | Cale      | Fear (1974)        | 4:23   |
| 10.    | Sylvia Said                         | Cale      | —                  | 4:07   |
| 11.    | All I Want Is You                   | Cale      | —                  | 2:55   |
| 12.    | Bamboo Floor                        | Cale      | —                  | 3:24   |
| 13.    | Mr. Wilson                          | Cale      | Slow Dazzle (1975) | 3:15   |
| 14.    | Taking It All Away                  | Cale      | Slow Dazzle (1975) | 2:56   |
| 15.    | Dirty-Ass Rock 'N' Roll             | Cale      | Slow Dazzle (1975) | 4:41   |
| 16.    | Darling I Need You                  | Cale      | Slow Dazzle (1975) | 3:35   |
| 17.    | Rollaroll                           | Cale      | Slow Dazzle (1975) | 3:57   |

| Disk 2         | Disk 2                      | Disk 2                                       | Disk 2               | Disk 2 |
| Pořadí         | Název                       | Autor                                        | Původní album        | Délka  |
| -------------- | --------------------------- | -------------------------------------------- | -------------------- | ------ |
| 1.             | Heartbreak Hotel            | Mae Boren Axton, Tommy Durden, Elvis Presley | Slow Dazzle (1975)   | 3:10   |
| 2.             | Ski Patrol                  | Cale                                         | Slow Dazzle (1975)   | 2:05   |
| 3.             | I'm Not the Loving Kind     | Cale                                         | Slow Dazzle (1975)   | 3:07   |
| 4.             | Guts                        | Cale                                         | Slow Dazzle (1975)   | 3:26   |
| 5.             | The Jeweller                | Cale                                         | Slow Dazzle (1975)   | 4:11   |
| 6.             | My Maria                    | Cale                                         | Helen of Troy (1975) | 3:48   |
| 7.             | Helen of Troy               | Cale                                         | Helen of Troy (1975) | 4:18   |
| 8.             | China Sea                   | Cale                                         | Helen of Troy (1975) | 2:30   |
| 9.             | Engine                      | Cale                                         | Helen of Troy (1975) | 2:45   |
| 10.            | Save Us                     | Cale                                         | Helen of Troy (1975) | 2:20   |
| 11.            | Cable Hogue                 | Cale                                         | Helen of Troy (1975) | 3:30   |
| 12.            | (I Keep A) Close Watch      | Cale                                         | Helen of Troy (1975) | 3:27   |
| 13.            | Pablo Picasso               | Jonathan Richman                             | Helen of Troy (1975) | 3:20   |
| 14.            | Leaving It Up to You        | Cale                                         | Helen of Troy (1975) | 4:33   |
| 15.            | Baby What You Want Me to Do | Jimmy Reed                                   | Helen of Troy (1975) | 4:48   |
| 16.            | Sudden Death                | Cale                                         | Helen of Troy (1975) | 4:36   |
| 17.            | You & Me                    | Cale                                         | —                    | 2:50   |
| 18.            | Coral Moon                  | Cale                                         | Helen of Troy (1975) | 2:14   |
| 19.            | Mary Lou                    | Cale                                         | Guts (1977)          | 2:46   |
| Celková délka: | Celková délka:              | Celková délka:                               | Celková délka:       | 133:11 |